# 歇马亭村
歇马亭村，中国山东省济宁市兖州市漕河镇所辖的一个行政村，位于该镇西部。管口村西邻小孟镇侯家店村，东邻谭岗村。因明代初年，该村修有驿亭以供旅人歇马，故得名。面积1.27平方千米(1913亩)，总人口1385。邮编272113。行政区划代码370882107219。